# Немирович-Данченко, Владимир Иванович
Влади́мир Ива́нович Немиро́вич-Да́нченко (11 [23] декабря 1858, Озургети, Кавказское наместничество — 25 апреля 1943[…] или 24 апреля 1943, Москва) — русский и советский театральный режиссёр, педагог, драматург, писатель, театральный критик; народный артист СССР (1936), лауреат двух Сталинских премий I степени (1942, 1943), кавалер ордена Ленина (1937).
Основатель Московского Художественного театра вместе с Константином Станиславским.

## Биография
Родился 23 декабря 1858 года в Озургети Кутаисской губернии Российской империи (ныне Грузия). Отец — Иван Васильевич Немирович-Данченко, дворянин Черниговской губернии из рода Немировичей-Данченко, подполковник Русской императорской армии, служивший на Кавказе. Мать — Александра Каспаровна, урождённая Ягубян (1829—1914), армянка, похоронена на Армянском кладбище в Москве. Старший брат — Василий (1844/45—1936), будущий известный писатель, путешественник и масон.
Учился в Тифлисской гимназии, которую окончил с серебряной медалью в 1876 году. Поступил на физико-математический факультет Московского университета, затем перешёл на юридический факультет, но в 1879 году оставил университет, не окончив его.
В 1877 году начал публиковаться как театральный критик: статьи и обзоры в журналах «Будильник», «Артист», «Стрекоза», газетах «Русский курьер» (был редактором), «Новости дня» и других под псевдонимами Вл., В., Владь, Инкогнито, Гобой, Нике, Кикс.
В 1881 году написал первую пьесу «Шиповник», поставленную через год Малым театром; в том же году был опубликован первый его рассказ «На почтовой станции».
В 1891 году был опубликован роман «На литературных хлебах». Позже вышли повести и романы «Мгла» (1894), «Старый дом» (1895), «Губернаторская ревизия» (1896), «Драма за сценой» (1896), «Сны» (1898), пьесы «Последняя воля», «Новое дело», «Золото», «Цена жизни», «В мечтах». Эти драмы пользовались большой популярностью, ставились в Александринском и Малом, а также в провинциальных театрах.
В год премьеры чеховской «Чайки» (1896) отказался от Грибоедовской премии за свою пьесу «Цена жизни», объявив, что пьеса Антона Чехова более достойна этой премии.
В 1891—1901 годах преподавал на драматическом отделении Музыкально-драматического училища Московского филармонического общества. Среди его учеников были Иван Москвин, Ольга Книппер-Чехова и Всеволод Мейерхольд, вошедшие в труппу Московского Художественного театра.
В 1898 году вместе с Константином Станиславским основал Московский Художественный театр (МХТ), став его руководителем, а впоследствии — и руководителем ряда его студий.
После Октябрьской революции вошёл в число членов Центротеатра (высший орган, управляющий театрами), стал одним из основателей и редакторов журнала «Культура театра».
В  1919 году организовал при МХТ Музыкальную студию. В  1925 году студия отправилась на гастроли по Европе и Соединённым Штатам. «Такой группы актёров, — писала одна из американских газет, — мы не видели на нашей сцене с тех пор, как здесь был Московский Художественный театр, родитель студии». Перед одним из представлений оперы «Кармен» к зрителям обратился дирижёр Леопольд Стоковский: «На этом спектакле зритель будет сидеть не как обычно в опере, откинувшись на спинку кресла, а внимательно следя за событиями, разворачивающимися на сцене».
После гастролей полтора года работал по контракту в Голливуде. Группа артистов не вернулась на Родину и осталась в США. Вёл переговоры об экранизации «Пугачёвщины», представив на обсуждение предварительный сценарий, сюжетно скомпонованный из пьесы К. Тренёва, шедшей на сцене МХТ в  1925, и сцен из пушкинской «Капитанской дочки». Борис Пильняк, посетивший Голливуд в 1931 году, пересказывал популярную там историю, что сценарий был одобрен с единственным исправлением: «Дирекция находила слишком страшным конец Пугачёва и настаивала на том, что Пугачёв, вместо плахи, встретился б с Екатериной, они б влюбились в друг друга и — о’кэй — женились». По причинам неприемлемости мрачного конца Пугачёва сценарий был в конечном счёте отвергнут руководством кинокомпании. По некоторым сведениям, Немирович-Данченко считал пребывание в Голливуде самым тяжёлым периодом в своей жизни.
Возвратившись в Москву, Немирович-Данченко столкнулся с тем, что Музыкальной студии было отказано в помещении, и фактически она оказалась на улице; однако вскоре для работы Московскому театру была предоставлена сцена Дмитровского театра (с 1922 года — сцена Театра оперетты, Большая Дмитровка, 17).

Москва, Глинищевский переулок, 5/7. Музей-квартира Владимира Ивановича Немировича-Данченко (5 подъезд, квартира 52)

В 1926 году Студия была преобразована в Музыкальный театр. В этом же году статус театра получила и Оперная студия Большого театра под руководством Константина Станиславского, созданная в 1918 году. С 1926 года оба театра работали под одной крышей, располагали самостоятельными труппами и дирекциями, но имели единый оркестр.
С осени 1928 года из-за болезни сердца Станиславский прекратил актёрские выступления и деятельность режиссёра-постановщика, сосредоточившись на завершении своих трудов по «системе». Вся полнота ответственности за сохранение Художественного театра легла на плечи Немировича-Данченко. До конца жизни он возглавлял МХАТ, будучи его директором и художественным руководителем.
В апреле 1935 года получил (наряду с Всеволодом Мейерхольдом и Александром Таировым и некоторыми другими деятелями советского театра) персональное приглашение на Весенний фестиваль в Спасо-хаусе — роскошный приём в резиденции американского посла в Москве. Среди гостей были также наиболее крупные представители партийной, государственной и военной элиты СССР.
В 1939 году в состав театра Немировича-Данченко вошёл коллектив Московского художественного балета под руководством Викторины Кригер.
С началом Великой Отечественной войны оба театра, находившиеся на гастролях, вернулись в Москву, и 1 сентября были объединены в Московский музыкальный театр имени К. С. Станиславского и Вл. И. Немировича-Данченко.
В апреле 1940 года был создан Комитет по Сталинским премиям в области литературы и искусства. Председателем Комитета был утверждён Немирович-Данченко. Он также был инициатором создания Школы-студии при Московском Художественном театре в 1943 году: фактически это было его завещанием.
Скончался 25 апреля 1943 года на 85-м году жизни в Москве от сердечного приступа. Похоронен на Новодевичьем кладбище.

### Семья
- Брат — Василий Иванович Немирович-Данченко (1844/45—1936), журналист, писатель.
- Жена (с 1886 года) — Екатерина Николаевна Немирович-Данченко (урождённая фон Корф) (1858—25.02.1938).
  - Сын — Михаил Владимирович Немирович-Данченко (1894—1962), окончил Московскую консерваторию по классу скрипки, в дальнейшем также связал свою судьбу с Художественным театром, был артистом Музыкальной студии при нём[19].
    - Внук — Василий Михайлович Немирович-Данченко (род. 1940), композитор, театральный деятель. Заслуженный артист РСФСР (1990), Заслуженный деятель искусств РФ (2006), в настоящее время — актёр, заведующий музыкальной частью МХТ им. Чехова[19].
- Племянник — Порфирий Артемьевич Подобед, советский актёр и режиссёр.
- Племянник — Константин Константинович Немирович-Данченко (1896—1942), командир дивизиона подводных лодок Балтийского флота, капитан 2-го ранга, репрессирован в 1938 году, умер в лагерях, посмертно реабилитирован[20].

## Творчество

### Театр

#### Режиссёрские работы
Московский Художественный театр
- 1898 — «Царь Фёдор Иоаннович» А. К. Толстого (совместно с К. С. Станиславским)
- 1898 — «Чайка» А. П. Чехова (совместно с К. С. Станиславским)
- 1899 — «Дядя Ваня» А. П. Чехова (совместно с К. С. Станиславским)
- 1899 — «Одинокие» Г. Гауптмана (совместно с К. С. Станиславским)
- 1900 — «Когда мы, мёртвые, пробуждаемся» Г. Ибсена
- 1902 — «На дне» М. Горького (совместно с К. С. Станиславским)
- 1903 — «Столпы общества» Г. Ибсена
- 1903 — «Юлий Цезарь» У. Шекспира
- 1904 — «Иванов» А. П. Чехова
- 1905/6 — «Дети Солнца» М. Горького (совм. со Станиславским)
- 1905/6 — «Бранд» Х. Ибсена
- 1906 — «Горе от ума» А. С. Грибоедова (совместно с К. С. Станиславским)
- 1907 — «Борис Годунов» А. С. Пушкина
- 1908 — «Росмерсхольм» Г. Ибсена
- 1908 — «Ревизор» Н. В. Гоголя (совместно с К. С. Станиславским)
- 1909 — «Анатэма» Л. Н. Андреева
- 1910 — «Miserere» С. С. Юшкевича
- 1910 — «Братья Карамазовы» по Ф. М. Достоевскому
- 1910 — «На всякого мудреца довольно простоты» А. Н. Островского
- 1911 — «Живой труп» Л. Н. Толстого
- 1912 — «Екатерина Ивановна» Л. Н. Андреева
- 1912 — «Нахлебник» И. С. Тургенева
- 1913 — «Николай Ставрогин» по «Бесам» Ф. М. Достоевского
- 1914 — «Мысль» Л. Н. Андреева
- 1914 — «Смерть Пазухина» М. Е. Салтыкова-Щедрина
- 1915 — «Каменный гость» А. С. Пушкина
- 1916 — «Будет радость» Д. С. Мережковского
- 1925 — «Пугачёвщина» К. А. Тренёва
- 1929 — «Блокада» Вс. В. Иванова
- 1929 — «Дядюшкин сон» по Ф. М. Достоевскому (Радиопостановка 1938 г.о файле)
- 1930 — «Воскресение» по Л. Н. Толстому (Радиопостановка 1936 г.о файле)
- 1934 — «Гроза» А. Н. Островского
- 1934 — «Егор Булычёв и другие» М. Горького
- 1935 — «Враги» М. Горького
- 1936 — «Мольер» («Кабала святош») М. А. Булгакова
- 1936 — «Любовь Яровая» К. А. Тренёва
- 1937 — «Анна Каренина» по Л. Н. Толстому (Радиопостановка 1937 г.о файле)
- 1938 — «Горе от ума» А. С. Грибоедова
- 1939 — «Половчанские сады» Л. М. Леонова
- 1940 — «Три сестры» А. П. Чехова
- 1942 — «Кремлёвские куранты» Н. Ф. Погодина (1942, Гос. пр. СССР, 1943)
- 1943 — «Последние дни. Пушкин» М. А. Булгакова

Музыкальная студия МХТ (Музыкальный театр им. Вл. И. Немировича-Данченко)
- 1920 — «Дочь Анго» Ш. Лекока (либретто М. Гальперина)
- 1922 — «Перикола» Ж. Оффенбаха (либретто М. Гальперина)
- 1923 — «Лизистрата» Аристофана
- 1924 — «Карменсита и солдат» на музыку оперы Ж. Бизе «Кармен»
- 1934 — «Травиата» Дж. Верди (либретто В. Инбер)
- 1929 — «Джонни» Э. Кшенека (либретто М. Гальперина и Е. Геркена)
- 1930 — «Северный ветер» Л. К. Книппера (1930, трагедия на музыке, на либретто В. М. Киршона по пьесе «Город ветров»)
- 1934 — «Катерина Измайлова» Д. Д. Шостаковича
- 1936 — «Тихий Дон» И. И. Дзержинского
- 1939 — «В бурю» Т. Н. Хренникова

### Литературное творчество

#### Повести и романы
- 1891 — Немирович-Данченко В. И. На литературных хлебах. — 1891.
- 1892 — Немирович-Данченко В. И. С дипломом. — 1892.
- 1895 — Немирович-Данченко В. И. Старый дом. — 1895.
- 1896 — Немирович-Данченко В. И. Губернаторская ревизия. — 1896.
- 1900 — Немирович-Данченко В. И. В степи. — 1900.

#### Пьесы
- 1882 — Немирович-Данченко В. И. Шиповник. — 1882.
- 1882 — Немирович-Данченко В. И. Наши американцы. — 1882.
- 1884 — Немирович-Данченко В. И. Тёмный бор. — 1884.
- 1890 — Немирович-Данченко В. И. Новое дело. — 1890.
- 1896 — Немирович-Данченко В. И. Цена жизни. — 1896.
- 1885 — Немирович-Данченко В. И. Соколы и вороны / в соавторстве с А. И. Южиным. — 1885. — Поставлена в театре Корша.
- 1888 — Немирович-Данченко В. И. Последняя воля. — 1888.
- 1895 — Немирович-Данченко В. И. Золото. — 1895.
- 1901 — Немирович-Данченко В. И. В мечтах. — 1901.

#### Другие сочинения
- 1889 — Немирович-Данченко В. И. «Крымския Повести»[21]

##### Книги
- 1923 — Немирович-Данченко В. И. «Горе от ума» в постановке Московского Художественного театра. — М.- П..
- 1938 — Немирович-Данченко В. И. «Анна Каренина» в постановке МХАТ СССР им. Горького. — 1938.
- 1938 — Немирович-Данченко В. И. Из прошлого = 2 изд. — М., 1938.
- 1952 — Немирович-Данченко В. И. Театральное наследие. — М., 1952.
- 1954 — Немирович-Данченко В. И. Театральное наследие. — М., 1954. — Т. 1—2.
- 1962 — Немирович-Данченко В. И. Пьесы. — М., 1962.
- 1964 — Немирович-Данченко В. И. Режиссёрский план постановки трагедии «Юлий Цезарь». — М., 1964.
- 1979 — Немирович-Данченко В. И. Избранные письма: В 2 т. М.: Искусство, 1979. Т. 1: 1879—1909 / Сост., вст. ст. В. Я. Виленкина, коммент. Н. Р. Балатовой, С. А. Васильевой, В. Я. Виленкина, И. Н. Соловьёвой, Л. М. Фрейдкиной. 608 с.
- 1979 — Немирович-Данченко В. И. Избранные письма: В 2 т. М.: Искусство, 1979. Т. 2: 1910—1943 / Сост. В. Я. Виленкин, коммент. Н. Р. Балатовой, С. А. Васильевой, В. Я. Виленкина, И. Н. Соловьёвой, Л. М. Фрейдкиной. 742 с.
- 1979 — Немирович-Данченко В. И. Рецензии. Очерки. Статьи. Интервью. Заметки: 1877—1942 / Сост., вст. ст., коммент. Л. М. Фрейдкиной. М.: ВТО, 1980. 375 с.
- 1979 — Немирович-Данченко В. И. Рождение театра. М.: Правда, 1989. 575 с.
- 2003 — Владимир Немирович-Данченко. Из прошлого = переиздание. — 368, 2003. — (Мой 20 век). — 4000 экз. — ISBN 5-98262-003-3.

##### Журнальные публикации
- 1881 — Немирович-Данченко В. И. Крестьянское царство. — Русская мысль, 1881. — Т. Кн. 1 и Кн. 2. — С. 166—226 / 58—105. — (Очерки и впечатления поездки на Валаам).

## Звания и награды
- Народный артист Республики (1923)
- Народный артист СССР (1936)
- Сталинская премия первой степени (1942) — за постановку спектакля «Кремлёвские куранты» Н. Ф. Погодина[22]
- Сталинская премия первой степени (1943) — за многолетние выдающиеся достижения в области искусства и литературы[23]
- Орден Красного орла (Висбаден, 1906)[24][25]
- Орден Ленина (03.05.1937) — за выдающиеся заслуги в деле развития русского театрального искусства[26].
- Орден Трудового Красного Знамени (1936)[27].

## Интересные случаи
Во время какой-то очень напряжённой паузы, последовавшей за очень резким замечанием Владимира Ивановича одной из репетирующих актрис, он вскочил, вылетел из-за режиссёрского стола в проход и начал с хриплыми возгласами «Ай! Ай! Ай!» кружиться вокруг своей оси и бить себя ладонями по бёдрам и груди, потом сорвал с себя пиджак и стал топтать его ногами… Оказалось, что у него загорелись в кармане спички и прожгли большие дыры в брюках и пиджаке. Репетиция сорвалась.
На другой день Василий Лужский рассказывал эту историю с невероятными подробностями: Немирович горел так, что пришлось вызывать две пожарные команды, они развернули шланг, направили струю воды на Владимира Ивановича и смыли его в водосточную трубу — «решётка у нас широкая, а он такой маленький, что проскочил было совсем, но Костя его увидел и вытащил».

## Историческое значение
Владимир Иванович Немирович-Данченко стал одним из создателей режиссёрского театра во всем мире. Он оставил потомкам и продолжателям учение о творческой роли режиссёра в спектакле.
«Режиссёр — существо трёхликое:
1. Режиссёр — толкователь, он же показывающий, как играть; так что его можно назвать режиссёром — актёром, режиссёром — педагогом;
2. Режиссёр — зеркало, отражающее индивидуальные качества актёра;

3. Режиссёр — организатор всего спектакля».
Публика знает только третьего, потому что его видно. Он проявляет себя непосредственно во всех художественной ткани спектакля. Что же касается первого и второго, то их не видно, потому что они «потонули» в актёре, «умерли в нём». Немирович-Данченко всегда был категорически против режиссёрского деспотизма.
Говоря о функциях режиссёра, с замечательной точностью определяя каждую из них, Владимир Иванович настаивал на единстве и нерасчленённости этих функций в процессе репетиций: «Режиссёр — толкователь и в ту же минуту — едва лишь актёр начал пробовать предложенное, воплощать намеченное, — режиссёр — зеркало, преломляющее промахи и находки исполнителя, и тут же рядом — режиссёр — организатор, умеющий окинуть взором целое, направить все компоненты спектакля к конечной цели — к воплощению его идеи».

## Память
- 26 апреля 1943 года постановлением Совнаркома СССР в целях увековечения памяти выдающегося театрального деятеля было объявлено в том числе о создании Школы-студии МХАТ его имени, о создании в доме 5/7 в Глинищевском переулке, где он прожил последние пять лет своей жизни, мемориального музея. Музей был открыт в 1944 году, переулок был также переименован в честь Владимира Немировича-Данченко[31]. Школа-студия была официально открыта 20 октября 1943 года.
- Его именем назван Московский музыкальный театр имени К. С. Станиславского и Вл. И. Немировича-Данченко.
- В различных населённых пунктах государств бывшего СССР именем Немировича-Данченко названы ряд улиц.
- 3 сентября 2014 года в Москве в Камергерском переулке, где расположен МХТ им. А. П. Чехова, был открыт памятник Станиславскому и Немировичу-Данченко работы скульптора Алексея Морозова[32].
- В его честь назван самолёт авиакомпании «Аэрофлот» Airbus 321, эксплуатируемый с 2016 года.

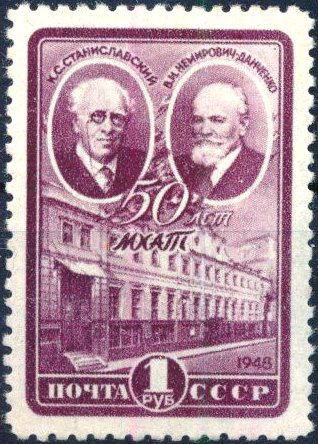
Почтовая марка, 1948 год. 50-летие Московского Художественного академического театра СССР имени М. Горького. Основатели театра К. С. Станиславский и В. И. Немирович-Данченко.
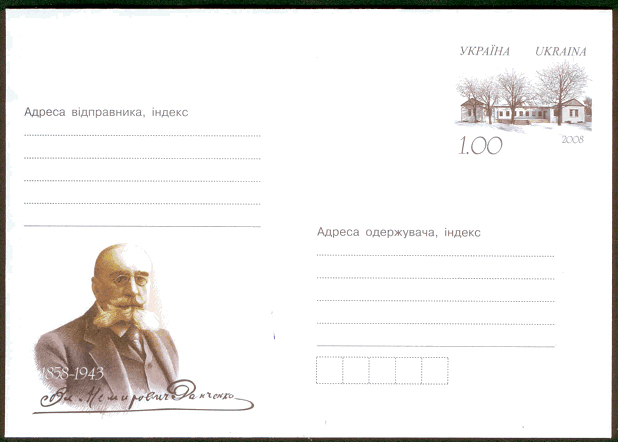
Художественный маркированный конверт Украины, посвящённый В. Н. Немировичу-Данченко
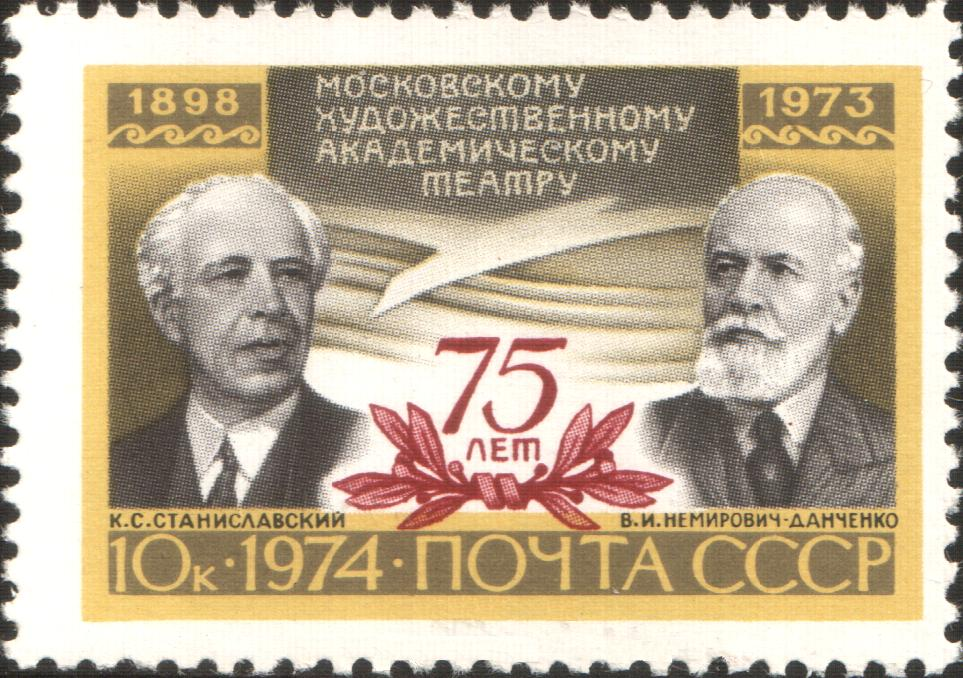
Почтовая марка, 1974 год. 75-летие Московского Художественного академического театра СССР имени М. Горького. Основатели театра К. С. Станиславский и В. И. Немирович-Данченко.

## Киновоплощения
- «Хитровка. Знак четырёх» (2023) — роль исполнил Александр Олешко